# モーゼス・ブラウン
モーゼス・シリーフ＝ラマー・ブラウン（Moses Shirief-Lamar Brown、1999年10月13日 - ）は、アメリカ合衆国・ニューヨーク州ニューヨーク出身のプロバスケットボール選手。ポジションはセンター。

## 来歴

### カレッジ
UCLAで1年間プレーし、2019年のNBAドラフトにアーリーエントリーした。

### ポートランド・トレイルブレイザーズ
ドラフトではどこからも指名されなかった。その後ヒューストン・ロケッツの一員としてサマーリーグに参加し、2019年9月にポートランド・トレイルブレイザーズとのトレーニングキャンプ契約に合意した。その後プレシーズンマッチ全試合に出場し、ブレイザーズとのツーウェイ契約に合意した。契約後はGリーグのテキサス・レジェンズへ送られた。この年はシーズンの大半をGリーグで過ごし、NBAでの出場は9試合に留まった。オフにFAとなった。

### オクラホマシティ・サンダー
2020年12月9日にオクラホマシティ・サンダーとのツーウェイ契約に合意した。Gリーグのオクラホマシティ・ブルーでオールGリーグファーストチームに選出されるなど活躍し、2021年3月14日にNBAに昇格。同月16日のシカゴ・ブルズ戦で自身初のダブル・ダブルとなる20得点、16リバウンド、5ブロックを記録した。その後、同月27日に同じポジションであるベテランのアル・ホーフォードがブラウンら若手に出場機会を与えるために残りの試合に出場しないことを発表。同日のボストン・セルティックス戦に先発出場したブラウンは、キャリアハイとなる23リバウンドを含む21得点のダブル・ダブルを記録したが、チームは94-111で敗れた。この活躍が評価され、この試合の後にサンダーとの複数年本契約に合意した。5月16日のシーズン最終戦となるロサンゼルス・クリッパーズ戦でキャリアハイとなる24得点、7ブロックを含む18リバウンド、3アシストを記録し、チームは117-112で辛勝した。 

### ダラス・マーベリックス
2021年6月18日にケンバ・ウォーカーとのトレードで、ホーフォード、ドラフト指名権と共にボストン・セルティックスへ放出されたが、7月31日にジョシュ・リチャードソンとのトレードでダラス・マーベリックスへ移籍した。
2022年2月10日にマーベリックスから解雇された。

### クリーブランド・キャバリアーズ
3月10日にクリーブランド・キャバリアーズとの10日間契約に合意した。同月21日にキャバリアーズと再び10日間契約に合意した。同月31日にキャバリアーズとのツーウェイ契約に合意し、4月10日に本契約に切り替わった。

### ロサンゼルス・クリッパーズ
同年7月にロサンゼルス・クリッパーズとのトレーニングキャンプ契約に合意した。 
2023年2月17日にクリッパーズから解雇された。

### ウェストチェスター・ニックス
3月8日にニューヨーク・ニックスとのツーウェイ契約に合意したが、Gリーグのウェストチェスター・ニックスで1試合に出場したのちに解雇された。

### ブルックリン・ネッツ
同月17日にブルックリン・ネッツとの10日間契約に合意した。同月28日にクリッパーズと再び10日間契約に合意した。

### トレイルブレイザーズ復帰
8月22日にポートランド・トレイルブレイザーズとの契約に合意した。

### ウェストチェスター復帰
2024年10月9日にニューヨーク・ニックスとの契約に合意したが、翌日に解雇された。同月28日にGリーグのウェストチェスター・ニックスへ送られた。

### インディアナ・ペイサーズ
11月20日にインディアナ・ペイサーズとの契約に合意したが、12月9日にペイサーズから解雇された。

### 2度目のウェストチェスター復帰
12月15日に3度目となるウェストチェスター・ニックスへ加入した。

### マーベリックス復帰
2025年2月20日にダラス・マーベリックスとの10日間契約に合意した。

## 個人成績

### NBA

#### レギュラーシーズン
| シーズン | チーム | GP  | GS | MPG  | FG%  | 3P% | FT%  | RPG | APG | SPG | BPG | PPG  |
| -------- | ------ | --- | -- | ---- | ---- | --- | ---- | --- | --- | --- | --- | ---- |
| 2019–20  | POR    | 9   | 0  | 3.7  | .400 | --- | .375 | 1.6 | .1  | .1  | .1  | 1.2  |
| 2020–21  | OKC    | 43  | 32 | 21.4 | .545 | --- | .619 | 8.9 | .2  | .7  | 1.1 | 8.6  |
| 2021–22  | DAL    | 26  | 1  | 6.5  | .540 | --- | .628 | 2.3 | .0  | .1  | .3  | 3.1  |
| 2021–22  | CLE    | 14  | 5  | 12.6 | .638 | --- | .597 | 5.3 | .0  | .2  | .4  | 6.4  |
| 2022–23  | LAC    | 34  | 1  | 8.5  | .635 | --- | .458 | 4.1 | .1  | .4  | .4  | 4.6  |
| 2022–23  | BKN    | 2   | 0  | 3.0  | ---  | --- | ---  | .0  | .0  | .5  | .0  | .0   |
| 2023–24  | POR    | 22  | 5  | 9.1  | .508 | --- | .290 | 3.9 | .3  | .2  | .3  | 3.4  |
| 2024–25  | IND    | 9   | 0  | 5.1  | .650 | --- | .600 | 1.4 | .0  | .2  | .1  | 3.2  |
| 2024–25  | DAL    | 4   | 2  | 18.3 | .724 | --- | .833 | 7.8 | .5  | 1.0 | .8  | 11.8 |
| 通算     | 通算   | 163 | 46 | 11.7 | .574 | --- | .544 | 4.9 | .2  | .3  | .5  | 5.3  |

### カレッジ
| シーズン | チーム | GP | GS | MPG  | FG%  | 3P% | FT%  | RPG | APG | SPG | BPG | PPG |
| -------- | ------ | -- | -- | ---- | ---- | --- | ---- | --- | --- | --- | --- | --- |
| 2018–19  | UCLA   | 32 | 31 | 23.4 | .607 | --- | .352 | 8.3 | .3  | .6  | 1.9 | 9.7 |